# Giratore
Il giratore è un doppio bipolo caratterizzato dalla relazione costitutiva:
{\displaystyle \left\{{\begin{matrix}i_{1}(t)=\gamma v_{2}(t)\\i_{2}(t)=-\gamma v_{1}(t)\end{matrix}}\right.}
dove {\displaystyle \gamma } è detto rapporto di girazione. 
L'impiego di un circuito giratore è l'inversione di una impedenza. In altri termini, può fare sì che un circuito capacitivo si comporti induttivamente, un filtro passa-banda si comporti come un filtro elimina banda, e così di seguito. L'idea fu escogitata attorno al 1948 da Bernard Tellegen dei laboratori di ricerca della Philips. Viene usato principalmente nella progettazione di filtri attivi.

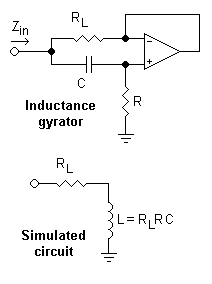
giratore che simula una induttanza

## Simulazione di una induttanza
L'impiego primario di un giratore è quello di simulare un elemento induttivo in un circuito elettronico di piccole dimensioni o in un circuito integrato. Prima della invenzione del transistore, bobine di filo di grande induttanza potevano essere usate nei filtri elettronici. Una bobina di induttanza reale può venire sostituita con un insieme più piccolo contenente un condensatore, un amplificatore operazionale o transistori e dei resistori. Ciò risulta utile specialmente nella tecnologia dei circuiti integrati, oppure nei casi in cui necessita una induttanza di elevato valore oppure facilmente regolabile. I condensatori veri sono spesso molto più simili ai condensatori ideali di quanto non siano gli induttori veri agli induttori ideali. Perciò, un induttore sintetizzato con un giratore ed un condensatore può, in talune applicazioni, essere più aderente ad un induttore ideale di quanto non possa esserlo un qualsiasi induttore vero. Pertanto, l'uso di condensatori e giratori può migliorare la qualità delle reti di filtro che sarebbero altrimenti costruite con l'impiego di induttori. Il fattore di merito Q degli induttori sintetizzati può essere facilmente scelto. Il rapporto di girazione dipende dai valori dei resistori. È quindi facile, se il giratore viene utilizzato per la realizzazione di un induttore, realizzare induttori con induttanza variabile.
Un uso tipico è negli equalizzatori audio.

### Funzionamento del circuito
Il circuito funziona sulla inversione dell'effetto del condensatore. Il risultato desiderato è un bipolo ohmico-induttivo nella forma
{\displaystyle Z=\left(R_{L}+j\omega L\right)}
Questa consiste di una induttanza ideale L con una resistenza in serie {\displaystyle R_{L}}. Dal diagramma, si può vedere che l'impedenza dell'induttanza equivalente è l'induttanza desiderata in parallelo con l'impedenza di C ed R.
{\displaystyle Z_{in}=\left(R_{L}+j\omega R_{L}RC\right)||\left(R+{\frac {1}{j\omega C}}\right)}
Se R è molto più grande di {\displaystyle R_{L}}, questa si approssima a
{\displaystyle Z_{in}=\left(R_{L}+j\omega R_{L}RC\right)}
Questa è la stessa di una resistenza {\displaystyle R_{L}} in serie con una induttanza L={\displaystyle R_{L}RC}. Differisce da una induttanza vera per il termine RC in parallelo, e perché {\displaystyle R_{L}} è grande in confronto alla resistenza di una induttanza vera. Una induttanza vera ha una resistenza interna piccola dovuta soltanto al filo di cui è fatta. Ciò limita il fattore di merito Q, o la selettività, dei filtri che possono essere fatti con una induttanza simulata.

## Applicazioni
L'applicazione principale di un giratore è quella di ridurre le dimensioni ed i costi di un sistema col ridurne la necessità di induttori ingombranti, pesanti e costosi. Per esempio, le caratteristiche di un filtro passa-basso RLC possono venire concretizzate con dei condensatori, resistori e amplificatori operazionali, senza usare induttori. In questo modo un equalizzatore hi-fi grafico può essere ottenuto con condensatori, resistori ed amplificatori operazionali senza l'uso di induttori grazie all'invenzione del giratore. 
Alcune realizzazioni del giratore sono ampiamente usate nei dispositivi telefonici che si connettono alla rete telefonica POTS. Ciò ha consentito ai telefoni di diventare molto più piccoli, poiché il circuito del giratore porta la componente continua (DC) della corrente nel circuito di linea, consentendo al trasformatore che porta il segnale acustico di essere molto più piccolo a causa della eliminazione della corrente continua. Anche la circuiteria di scambio telefonico è stata influenzata dall'uso dei giratori nelle line card. I giratori sono pure ampiamente impiegati in hi-fi, equalizzatori grafici, equalizzatori parametrici, filtri passa banda ed elimina banda, e nei filtri per la rilevazione del tono pilota stereo nell'FM.
Ci sono molte situazioni laddove non è possibile usare un giratore per sostituire un induttore.
- Sistemi ad alta tensione che usano trasformatori flyback (alimentatori lampade CCFL, tensione anodica per schermi CRT)
- Sistemi a radiofrequenza (qui le induttanze sono di solito molto piccole)
- Convertitori di alimentazione (ups, DC/DC converter)